# Luboš Dobrovský
Luboš Dobrovský (3. února 1932 Kolín – 30. ledna 2020 Praha) byl český novinář, disident a politik, překladatel z ruštiny a polštiny, v letech 1990–1992 československý ministr obrany, v letech 1992 až 1996 kancléř prezidenta Václava Havla a v letech 1996–2000 český velvyslanec v Ruské federaci. Otec podnikatele Jana Dobrovského.

## Život a působení
Narodil se jako Luboš Hammerschlag v rodině židovského původu, což si později StB pečlivě zjistila. Studoval vojenské a pak civilní gymnázium v Moravské Třebové, později rusistiku a bohemistiku na Filozofické fakultě Univerzity Karlovy. Mezi jeho spolužáky byl také Jiří Dienstbier, s nímž později úzce spolupracoval. V letech 1959 až 1968 byl redaktorem zahraniční redakce Československého rozhlasu a v letech 1967–1968 dopisovatelem v Moskvě. V roce 1967 vstoupil do KSČ, odkud vystoupil v roce 1970. V srpnu 1968 se podílel na podzemním vysíláni rozhlasu a pak do roku 1989 pracoval v dělnických profesích.
Roku 1958 začal publikovat v literárním časopisu Plamen, dále publikoval v Literárních novinách, v časopisech Reportér, Politika a dalších. Později redigoval samizdatový časopis Kritický sborník a od roku 1987 samizdatové Lidové noviny.
Zemřel dne 30. ledna 2020 v Praze ve věku 87 let.

## Politická kariéra
V roce 1970 byl vyloučen z KSČ a roku 1976 se stal jedním z prvních signatářů Charty 77. Na přelomu let 1989 a 1990 byl mluvčím Občanského fóra, od ledna do června 1990 působil jako náměstek Federálního ministra zahraničních věcí. Od října 1990 do června 1992 byl ministrem obrany České a Slovenské federativní republiky. Poté byl do února 1996 vedoucím Kanceláře prezidenta republiky Václava Havla. V letech 1996 až 2000 byl českým velvyslancem v Ruské federaci.

## Názory
V březnu 2014 v reakci na anexi Krymu podepsal výzvu Sobotkově vládě – výzva požadovala tvrdší postup vůči Rusku a ruským občanům, včetně příslušníků ruské menšiny v Čechách, konkrétně „okamžité zastavení vydávání víz občanům Ruské federace, zrušení možnosti obdržení dvojího občanství pro občany Ruské federace od 1. ledna 2015, zmrazení kont ruských občanů v ČR s cílem prověřit legálnost těchto vkladů, zastavení vstupu ruského byznysu a kapitálu do ČR“.

## Překladatelská činnost
Zabýval se překlady z ruštiny a polštiny, zejména beletrie, ale v 70. a 80. letech 20. století také politologických textů. Překlady v době komunistického režimu nemohl vydávat pod vlastním jménem.